# Dolní Lažany
Dolní Lažany (en allemand : Unter Laschan) est une commune du district de Třebíč, dans la région de Vysočina, en République tchèque. Sa population s'élevait à 149 habitants en 2020.

## Géographie
Dolní Lažany se trouve à 6 km au nord de Moravské Budějovice, à 14 km au sud-sud-est de Třebíč, à 38 km au sud-est de Jihlava et à 148 km au sud-est de Prague.
La commune est limitée par Šebkovice au nord, par Lesůňky et Jaroměřice nad Rokytnou à l'est, par Bohušice et Vícenice au sud, et par Jakubov u Moravských Budějovic et Lesonice à l'ouest.

## Histoire
La première mention écrite de la localité date de 1459.

## Transports
Par la route, Dolní Lažany se trouve à 6,5 km de Moravské Budějovice, à 16 km de Třebíč, à 45 km de Jihlava et à 176 km de Prague.